# Anàlisi bivariada
L'anàlisi bivariada és una de les formes més simples de l'anàlisi quantitativa (estadística). Es tracta de l'anàlisi de dues variables (es denoten com a X, Y), amb el propòsit de determinar la relació empírica entre elles. Per veure si les variables estan relacionades entre si, és comú mesurar com aquestes dues variables canvien al mateix temps (vegeu també la covariància).
L'anàlisi bivariada pot ser útil per a provar les hipòtesis simples d'associació i de la causalitat - comprovar en quina mesura es fa més fàcil conèixer i predir el valor de la variable dependent, si coneixem el valor d'un cas en la variable independent (vegeu també la correlació).
L'anàlisi bivariada es pot contrastar amb l'anàlisi univariada en què només s'analitza una variable. A més, el propòsit d'una anàlisi univariada és descriptiu. La comparació de subgrups - l'anàlisi descriptiva de dues variables - de vegades pot ser vista com una forma molt senzilla d'anàlisi bivariable (o l'anàlisi univariada ampliada a dues variables). El principal punt de diferenciació entre l'anàlisi univariada i bivariada, a més de buscar en més d'una variable, és que el propòsit d'una anàlisi bivariada va més enllà d'una simple descripció: és l'anàlisi de la relació entre les dues variables.